# Tanaqoub
Tanaqoub (franska: Tanaqoub (CR), Tanaqoub (Commune Rurale), arabiska: اسجن) är en kommun i Marocko.   Den ligger i provinsen Chefchaouen och regionen Tanger-Tétouan-Al Hoceïma, i den norra delen av landet, 180 km nordost om huvudstaden Rabat. Antalet invånare är 7 219.